# جورج بریزان
جورج بریزان (انگلیسی: George Brizan; زاده ۳۱ اکتبر ۱۹۴۲ – درگذشته ۱۸ فوریهٔ ۲۰۱۲) سیاستمدار اهل گرنادا بود. وی از ۱ فوریه ۱۹۹۵ تا ۲۲ ژوئن ۱۹۹۵ نخست‌وزیر گرنادا بود.
جورج بریزان در ۱۸ فوریه ۲۰۱۲، در سن ۶۹ سالگی درگذشت.